# Simon Hendrik Adolf van Lippe-Detmold
Simon Hendrik Adolf (Detmold, 25 januari 1694 – aldaar, 12 oktober 1734), was graaf van Lippe-Detmold van 1718 tot 1734. Hij was een zoon van graaf Frederik Adolf en diens eerste vrouw Johanna Elisabeth van Nassau-Dillenburg.
In 1720 werd hij door keizer Karel VI in de rijksvorstenstand verheven, maar kon de kosten van de adelsbrief niet voldoen. Ook de verkoop van de heerlijkheid Vianen in 1725 aan de Staten van Holland leverde niet voldoende op.
Hierdoor duurde het tot 1789 voordat zijn kleinzoon Leopold I juridisch rijksvorst werd, na betaling van de verschuldigde kosten.
Op 16 oktober 1719 huwde Simon Hendrik Adolf met prinses Johannetta Wilhelmina van Nassau-Idstein (Idstein, 14 september 1700 – Brake, 2 juni 1756), dochter van vorst George van Nassau-Idstein. Uit dit huwelijk werden elf kinderen geboren:
- Elisabeth Henriette Amalia (Detmold, 10 februari 1721 – Brake, 19 januari 1793), abdis te Cappel en Lemgo
- Louise Frederika (Detmold, 3 oktober 1722 – Brake, 3 november 1777)
- Karel August (Detmold, 3 november 1723 – aldaar, 16 februari 1724)
- Henriette Augusta (Detmold, 26 maart 1725 – Norburg, 5 augustus 1777)

∞ (Detmold, 19 juni 1745) hertog Frederik van Sleeswijk-Holstein-Sonderburg-Glücksburg (1 april 1701 – 10 november 1766)
- Karel Simon Frederik (Detmold, 31 maart 1726 – aldaar, 18 februari 1727)
- Simon August (Detmold, 12 juni 1727 – aldaar, 1 mei 1782), graaf van Lippe-Detmold 1734-1782
- Frederik Adolf (Detmold, 30 augustus 1728 – aldaar, 8 augustus 1729)
- Charlotte Clementine (Detmold, 11 november 1730 – Brake, 18 mei 1804), geestelijke
- Lodewijk Hendrik Adolf (Detmold, 7 maart 1732 – Lemgo, 31 augustus 1800)

∞ I (Barchfeld, 21 september 1767) prinses Anna van Hessen-Philippsthal-Barchfeld (Ieper, 14 december 1735 – Lemgo, 7 januari 1785), dochter van landgraaf Willem van Hessen-Philippsthal-Barchfeld
∞ II (Rheda, 10 april 1786) gravin Amalia Louise van Isenburg-Büdingen (Philippseich, 10 december 1764 – Lippstadt, 24 september 1844), dochter van graaf Christiaan Karel van Isenburg en Büdingen in Philippseich
- George Emiel (Detmold, 12 maart 1733 – aldaar, 8 juli 1733)
- Willem Albert August Ernst (Detmold, 11 januari 1735 – Brake, 23 januari 1791)

∞ (Brake, 16 februari 1773) gravin Wilhelmina van Trotha (Hecklingen, 14 februari 1740 – Brake, 26 februari 1793), dochter van Wolf Christoffel van Trotha